# Jacek Glenc
Jacek Glenc (ur. 1967 w Rybniku) – polski kompozytor współczesnej muzyki poważnej i jazzowej. Aranżer, pianista, organista, nauczyciel akademicki. Profesor sztuk muzycznych. Prorektor Akademii Muzycznej im. Karola Szymanowskiego w Katowicach na lata 2016–2020 i 2020-2024. Profesor na Wydziale Jazzu i Muzyki Rozrywkowej oraz na Wydziale Instrumentalnym. W latach 2008–2011 – wykładowca Uniwersytetu Śląskiego w Instytucie Muzyki. Członek zwyczajny Związku Kompozytorów Polskich, członek zwyczajny Stowarzyszenia Autorów ZAiKS (Sekcja Autorów Dzieł Muzyki Poważnej – A) oraz członek Śląskiego Związku Chórów i Orkiestr.

## Wykształcenie
Jest absolwentem Akademii Muzycznej im. Karola Szymanowskiego w Katowicach w klasie kompozycji i aranżacji prof. Andrzeja Zubka – dyplom z wyróżnieniem uzyskał w roku 1991. W latach 1991–1993 naukę kompozycji kontynuował u Wojciecha Kilara. Doktor habilitowany sztuk muzycznych w dyscyplinie artystycznej Kompozycja i Teoria Muzyki. Tytuł profesora sztuk muzycznych otrzymał w roku 2021.

## Kariera i twórczość muzyczna
W macierzystej uczelni prowadzi klasę kompozycji i aranżacji, jak również wykłady i ćwiczenia z harmonii klasyczno-romantycznej, harmonii jazzowej, harmonii muzyki pop, instrumentoznawstwa z propedeutyką instrumentacji, kontrapunktu, współczesnych technik kompozytorskich, kształcenia słuchu, czytania partytur, historii muzyki współczesnej, analizy form muzycznych oraz literatury muzyki filmowej i musicalowej. Jest pierwszym w Polsce autorem akademickiego programu dydaktycznego z przedmiotów: harmonia muzyki pop oraz literatura muzyki filmowej i musicalowej. W swym dorobku pedagogicznym wykształcił absolwentów klasy kompozycji i aranżacji, z których część pracuje obecnie w uczelniach artystycznych. Wielu z nich osiąga sukcesy artystyczne na arenie krajowej i międzynarodowej.
Uczestniczył w wielu konferencjach naukowych – występował na kilkudziesięciu ogólnopolskich i międzynarodowych sesjach, sympozjach i konferencjach naukowych m.in.: na Uniwersytecie Rzeszowskim (2016, 2018, 2021), Uniwersytecie Muzycznym Fryderyka Chopina w Białymstoku (2016), Akademii Muzycznej w Bydgoszczy (2014), na Uniwersytecie Żylińskim (2012), w Konserwatorium w Ostrawie (2012), Akademii Muzycznej w Katowicach (1998-2006), Uniwersytecie Śląskim (2006), Akademii Świętokrzyskiej (2004). Związany jest z Ogólnopolskim Festiwalem Piosenki Artystycznej w Rybniku, zasiadając w gronie jurorów oraz członków Rady Artystycznej, jak również prowadząc warsztaty dla akompaniatorów organizowane w ramach Festiwalu. W latach 2008–2013 był jurorem Ogólnopolskiego Festiwalu Młodych Talentów im. Ireneusza Jeszka w Rybniku. W latach 1991–2016 prowadził działalność pedagogiczną w Zespole Państwowych Szkół Muzycznych w Żorach.
Jest autorem utworów symfonicznych, kameralnych, chóralnych, fortepianowych i organowych. W swojej twórczości łączy elementy muzyki poważnej i jazzu. Komponuje również utwory należące do gatunku refleksyjnej ballady jazzowej (np. utwory fortepianowe). Ważne miejsce w jego twórczości stanowią kompozycje chóralne. Jego aranżacje symfoniczne kolęd polskich zostały wydane w 2003 roku przez wydawnictwo Hollis Greathouse & Jay Dudt at Audible Images Studio in Pittsburgh, Pennsylvania. W roku 2005 wydał autorską płytę Reflections – Preludes and Waltzes for Piano. W roku 2007 wydana została płyta Zaśpiewajmy Mu wesoło! w wykonaniu Cieszyńskiego Chóru Kameralnego pod dyr. Aleksandry Paszek-Trefon, zawierająca 20 kolęd i pastorałek w aranżacji Jacka Glenca. W 2009 roku ukazała się monograficzna płyta Religioso e Poetico, autograf kompozytora, na której znalazło się 17 kompozycji Jacka Glenca, wykonywanych przez Chór Duszpasterstwa Akademickiego DAR w Rybniku pod dyr. Joanny Glenc. Utwory Jacka Glenca znalazły się również na płycie Adoratio (2014) oraz Miriam (2016) w wykonaniu Rybnickiego Chóru Kameralnego Autograph pod dyr. Joanny Glenc. W 2016 roku wydana została również pierwsza monograficzna płyta orkiestrowa Jacka Glenca Smyczkowo i symfonicznie w wykonaniu Młodzieżowej Orkiestry Symfonicznej im. K. Szymanowskiego w Katowicach pod dyr. Szymona Bywalca. Kolejne dwie monograficzne chóralne płyty Jacka Glenca to wydany w 2017 roku krążek pt. 10 Pieśni Wielkopostnych na chór żeński a cappella w wykonaniu chóru żeńskiego ZPSM w Żorach pod dyr. Zofii Mańki-Błaszczyk oraz wydana w 2018 roku płyta pt. Jak ze Susca powandruję – 20 Pieśni ludowych Ziemi Pszczyńskiej na chór mieszany a cappella w wykonaniu Rybnickiego Chóru Kameralnego Autograph pod dyr. Joanny Glenc. Najnowszą płytą monograficzną Jacka Glenca jest wydana w 2019 roku płyta The Music of My Soul zawierająca cykl autorskich preludiów na fortepian solo pt. 10 Piano Preludes on the Purest Love oraz wybrane utwory z cyklu 20 Piano Pieces w wykonaniu Michała Korzistki, którą pianista nagrał w USA. Kompozycje Jacka Glenca znajdują się w repertuarze wielu solistów, zespołów chóralnych i orkiestrowych.
Współpraca artystyczna Jacka Glenca na gruncie muzyki orkiestrowej związana jest ze znakomitymi zespołami orkiestrowymi i to zarówno symfonicznymi, jak i kameralnymi. Należą do nich m.in. Orkiestra Symfoniczna Filharmonii Śląskiej, Orkiestra Symfoniczna Filharmonii Zabrzańskiej, Orkiestra Symfoniczna Filharmonii Rybnickiej, Orkiestra Symfoniczna Akademii Muzycznej im. K. Szymanowskiego w Katowicach, Orkiestra Kameralna Miasta Tychy AUKSO, Orkiestra Reprezentacyjna Wojska Polskiego w Warszawie, Orkiestra Państwowego Liceum Muzycznego w Katowicach, Młodzieżowa Orkiestra Symfoniczna im. Karola Szymanowskiego w Katowicach, Orkiestra Symfoniczna Szkoły Szafranków w Rybniku. Jego kompozycje wykonywane były w kraju i za granicą m.in. pod batutą tak znamienitych dyrygentów jak: Michael Stolle, Siegfried Heinrich, Jerzy Maksymiuk, Marek Moś, Roberto Fiore, Massimiliano Caldi, Szymon Bywalec, Mirosław Jacek Błaszczyk, Sławomir Chrzanowski, Bogdan Gola, Przemysław Neumann, Jerzy Kosek, Grzegorz Mielimąka, Leszek Sojka, Romana Kuczera.
Na gruncie muzyki chóralnej współpraca artysty związana jest z wieloma uznanymi zespołami chóralnymi, m.in. Chórem Akademii Muzycznej im. K. Szymanowskiego w Katowicach, Chórem Filharmonii Śląskiej w Katowicach, Chórem Narodowego Forum Muzyki we Wrocławiu, Chórem Akademii Muzycznej im. K. Lipińskiego we Wrocławiu, Chórem Uniwersytetu Medycznego Medici Cantantes we Wrocławiu, Chórem Dominanta Uniwersytetu Ekonomicznego w Krakowie, Chórem Uniwersytetu Muzycznego Fryderyka Chopina w Białymstoku, Akademickim Chórem Harmonia Uniwersytetu Śląskiego, Rybnickim Chórem Kameralnym Autograph, Cieszyńskim Chórem Kameralnym. Kompozycje chóralne Jacka Glenca wykonywało wielu cenionych dyrygentów, m.in. Mirosława Knapik, Joanna Glenc, Aleksandra Paszek-Trefon, Jolanta Szybalska-Matczak, Agnieszka Franków-Żelazny, Małgorzata Langer-Król, Czesław Freund, Krystyna Krzyżanowska-Łoboda, Iwona Bańska, Ewa Rafałko, Izabella Zielecka-Panek, Aleksandra Zeman, Zofia Mańka-Błaszczyk.
Poza Polską koncertował m.in. w Czechach, Słowacji, Niemczech, Austrii, Holandii, Chorwacji i we Włoszech. Był również wielokrotnym gościem audycji muzycznych w rozgłośniach radiowych Polskiego Radia (m.in. w Radiu Katowice).
W roku 2013 otrzymał z rąk Prezydenta Miasta Rybnika Złotą Honorową Lampkę Górniczą – za wybitne osiągnięcia i znaczące sukcesy artystyczne oraz rozsławianie Rybnika i Górnego Śląska poprzez twórczość kompozytorską chóralną i instrumentalną w kraju i na świecie.

## Ważniejsze kompozycje

### Utwory symfoniczne[6][7]
- Anthem – Jesus Christ, King of the Universe  (2017)
- Impresja milenijna na orkiestrę symfoniczną  (2015)
- Pastorale for the Symphonic Orchestra (2014)
- Autograph with an Epilogue for the symphonic orchestra (2012)
- 64 Pola – parafraza symfoniczna (2009)
- 10 kolęd na tenor i orkiestrę symfoniczną (2003) [aranżacja]
- Impresja milenijna na orkiestrę (2001)
- Poemat symfoniczny (1991)
- Chess (1990) [aranżacja]
- Rapsodia na fortepian z orkiestrą (1988)

### Utwory na orkiestrę smyczkową i na zespoły kameralne[6][7]
- Kantylena – transkrypcja na flet i harfę (2023)
- Kantylena – transkrypcja na skrzypce i fortepian (2023)
- Kantylena – transkrypcja na skrzypce i harfę (2023)
- Kantylena na flet i fortepian (2023)
- Tenebrae factae sunt na orkiestrę smyczkową (2023)
- Scherzo na flet i fortepian (2022)
- Lux Aeterna na orkiestrę smyczkową (2022)
- Legenda per violino e organo/pianoforte (2020)
- Koncert na orkiestrę smyczkową (2020)
- 10 Piano Preludes on the Purest Love  – transkrypcja na skrzypce i fortepian (2019)
- Brass Triumphant Fanfare for the Brass Nonet (2015)
- Romanza na obój, klarnet i organy (2014)
- Pastorale for the String Orchestra (2014)
- Autograph with an Epilogue for the String Orchestra (2012)
- Chorale Amen for the Mixed Choir and the String Orchestra (2011)
- Notturno for String Orchestra (2010)
- Lamentoso for String Orchestra (2010)
- Chorale Amen for String Orchestra (2010)
- Rubato from Reflections – tryptyk na orkiestrę smyczkową (2007)
- Andante cantabile na obój, klarnet i organy (2006)
- Kwintet dęty As-dur na flet, obój, klarnet, fagot i waltornię (1992)
- 4 Miniatury na kwartet smyczkowy (1990)
- Misty na zestaw instrumentów dętych i sekcję rytmiczną (1990) [aranżacja]
- Someday my Prince Will Come na orkiestrę smyczkową (1990) [aranżacja]
- Peace na orkiestrę smyczkową i sekcję rytmiczną (1989) [aranżacja]
- The Exotic Fantasy na fletnię pana, dwa fortepiany i perkusję (1989)
- 3 Preludia i fugi na obój, klarnet, fagot i kwartet smyczkowy (1989)
- Race na saksofon sopranowy i fortepian (1988)

### Utwory na big-band[6][7]
- For This One (1991)
- St. Thomas (1989) [aranżacja]
- Blue Monk (1989) [aranżacja]
- Over the Rainbow (1988) [aranżacja]

### Utwory fortepianowe[6][7]
- Kołysanka na fortepian (2020)
- cykl 10 Piano Preludes on the Purest Love (2018)
- cykl 20 Piano Pieces (2013)
- cykl Trzy obrazy na fortepian (2006)
- cykl Refleksje – preludia i walce na fortepian (2003–2005)
- cykl Tematy z prywatnej kolekcji (1994)
- Dwa preludia impresjonistyczne (1990)
- Etiuda As-dur (1988)
- Short Three-Dimensional fantasy (1988)
- Dwa preludia na fortepian (1987)

### Utwory organowe[6][7]
- Resurrexit sicut dixit (2023)
- Tenebrae factae sunt (2023)
- Przygrywki chorałowe na tematy pieśni kościelnych (2011)
- Dwa chorały (2006–2007)
- Sonata C-dur (2004)
- Uroczysty marsz triumfalny (2003)
- Fantazja koncertowa C-dur (1997)
- Passacaglia h-moll (1989)

### Utwory na chór mieszany a cappella[6][7]
- Ziemia węgla na chór mieszany a cappella (2021)
- Hymn Śląska na chór mieszany a cappella (2018)
- Psalmus et Magnum Amen per choro misto a cappella a 10 voci (2016)
- Jak ze Suszca powędruję – 20 pieśni ludowych Ziemi Pszczyńskiej na chór mieszany a cappella (2015-2016)
- Maryjo, Pani Aniołów!... per choro misto a cappella a 4 voci (2014)
- Adoramus te, Christe á 8 voci (2013)
- Doliny, doliny – zbiór pieśni ludowych z Górnego Śląska (2012-2013)
- Ojcze nasz na chór mieszany a cappella a 4 voci (2011)
- De Profundis á 8 voci (2011)
- Do Madonny Swarzewskiej, Królowej Polskiego Morza (2010)
- Chrystus Królem (2011) [opr.]
- Autograph per choro misto (2009)
- Autograph per choro misto (wokaliza) (2009)
- Chorał Amen á 8 voci (2008)
- Totus Tuus (2007)
- cykl Zawsze do tych stron wracamy (2007–2009) [aranżacja]
- Bracia, patrzcie jeno! – 20 kolęd i pastorałek na chór mieszany i głosy solowe a cappella (2006)
- Pater Noster (2005)
- cykl Chopin na głosy (1998) [aranżacja]
- Trzy miniatury w stylu jazzowym (1997) [aranżacja]
- Sanctus – Benedictus (1994)
- Ade zur gutten Nacht (1992) [opr.]
- Ave Maria (1992)
- Crucifixus á 8 voci (1991)
- Missa festiva (1991)
- Miserere mei (1990)
- Crucifixus á 4 voci (1990)
- Tryptyk na sekstet wokalny (1989)
- Kochać i tracić (1988)

### Utwory na chór żeński a cappella[6][7]
- Adoramus te, Christe per SSAA coro a cappella (2024)
- O Tannenbaum, O Tannenbaum [opr.] (2021)
- Zezulka z lesa Vylítla [opr.] (2021)
- Doliny, doliny (2021)
- Obejrzyjcie wy, dziewuchy (2021)
- Od buczku, do buczku (2021)
- Oj, Maluśki, Maluśki na chór żeński (2017)
- Do szopy hej, pasterze na chór żeński (2017)
- Dzisiaj w Betlejem na chór żeński (2017)
- 10 Pieśni Wielkopostnych na chór żeński a cappella a 3 voci (2016) [opr.]
- Lulajże Jezuniu na chór żeński (2006)

### Utwory na głos solowy, chór żeński i organy[6][7]
- Kyrie na sopran, alt, 3-głosowy chór żeński i organy (1992)

### Utwory na głos solowy i organy[6][7]
- Maryjo, Pani Aniołów!... per soprano e organo (2014)
- Ave Maria (1997)
- Sanctus – Benedictus (1994)
- Vocalise per soprano e pianoforte/organo (1990)

### Piosenki[6][7]
- cykl 12 piosenek na vocal i sekcję rytmiczną (1995)

Źródło: Ośrodek Przetwarzania Informacji – Państwowy Instytut Badawczy,
Zaiks: Katalog utworów muzycznych 

## Płyty CD

### Płyty autorskie
- The Music of My Soul – Michał Korzistka plays Jacek Glenc, wyk. Michał Korzistka – fortepian (2019)
- Jak ze Susca powandruję- 20 pieśni ludowych Ziemi Pszczyńskiej na chór mieszany a cappella, wyk. Rybnicki Chór Kameralny Autograph pod dyr. Joanny Glenc (2018)
- 10 pieśni Wielkopostnych na chór żeński a cappella, wyk. chór żeński ZPSM w Żorach pod dyr. Zofii Mańki-Błaszczyk (2017)
- Smyczkowo i symfonicznie, wyk. Młodzieżowa Orkiestra Symfoniczna im. K. Szymanowskiego w Katowicach pod dyr. Szymona Bywalca (2016)
- Miriam, wyk. Rybnicki Chór Kameralny Autograph pod dyr. Joanny Glenc (2016)
- Religioso e poetico – autograf kompozytora – utwory na chór mieszany a cappella, wyk. Chór Duszpasterstwa Akademickiego w Rybniku pod dyr. Joanny Glenc (2009)
- Zaśpiewajmy Mu wesoło! – cykl 20 kolęd i pastorałek na chór mieszany i głosy solowe a cappella, wyk. Cieszyński Chór Kameralny pod dyr. Aleksandry Paszek-Trefon (2007)
- Zawsze do tych stron wracamy – utwory na chór mieszany, wyk. Chór Duszpasterstwa Akademickiego w Rybniku pod dyr. Joanny Glenc (2007)
- Krzysztof Kolberger czyta wiersze ks. Jana Twardowskiego – ścieżka dźwiękowa – Jacek Glenc, wyk. Jacek Glenc – fortepian (2006)
- Reflections – Preludes and Waltzes for Piano, wyk. Jacek Glenc – fortepian, Małgorzata Maliszczak – fortepian, Gabriela Szendzielorz-Jungiewicz – fortepian (2005)
- Bóg się rodzi – 10 kolęd na tenor i orkiestrę symfoniczną, wyk. Radosław Fizek – tenor, Private Symphonic Orchestra from Pittsburgh (2003)
- Chopin na głosy – cykl utworów na chór mieszany a cappella, wyk. Zespół Wokalny Kamerton pod dyr. Joanny Glenc (1999)
- Themes from private collection – cykl utworów fortepianowych, wyk. Jacek Glenc – fortepian (1994)

### Inne płyty
- Każdy dzień jest początkiem – Muzyczny Rybnik na Rybnickiego Hospicjum Stacjonarnego (2018)
- Adoratio – utwory wielkopostne na chór mieszany a cappella, wyk. Rybnicki Chór Kameralny Autograph i Przyjaciele pod dyr. Joanny Glenc (2014)
- Wśród nocnej ciszy – kolędy na chór mieszany a cappella, wyk. Akademicki Chór Harmonia Uniwersytetu Śląskiego pod dyr. Izabelli Zieleckiej-Panek (2012)
- W Betlejem – kolędy i pastorałki na chór mieszany, wyk. Chór Kameralny Canticum pod dyr. Barbary Garus (2010)
- Początek – utwory na chór mieszany a cappella, wyk. Chór Duszpasterstwa Akademickiego w Rybniku pod dyr. Joanny Glenc (2006)
- Chrystus się narodził! – kolędy i pastorałki, wyk. Chór Voce Segreto pod dyr. Andrzeja Marcińca (2004)
- Zwolnij... Święta! – kolędy na chór mieszany, wyk. Chór Salvatores Amici pod dyr. Jerzego Sojki (2001)
- Galeria Multimedialna Rybnik’98, wyk. Jacek Glenc – fortepian (1998)
- Galeria multimedialna Rybnik’97, wyk. Jacek Glenc – fortepian (1997)
- 6 na 6 – Kolędy na chór mieszany, wyk. Zespół Wokalny 6 na 6 pod dyr. Joanny Glenc (1994)